# ژان-کلود بروندانی

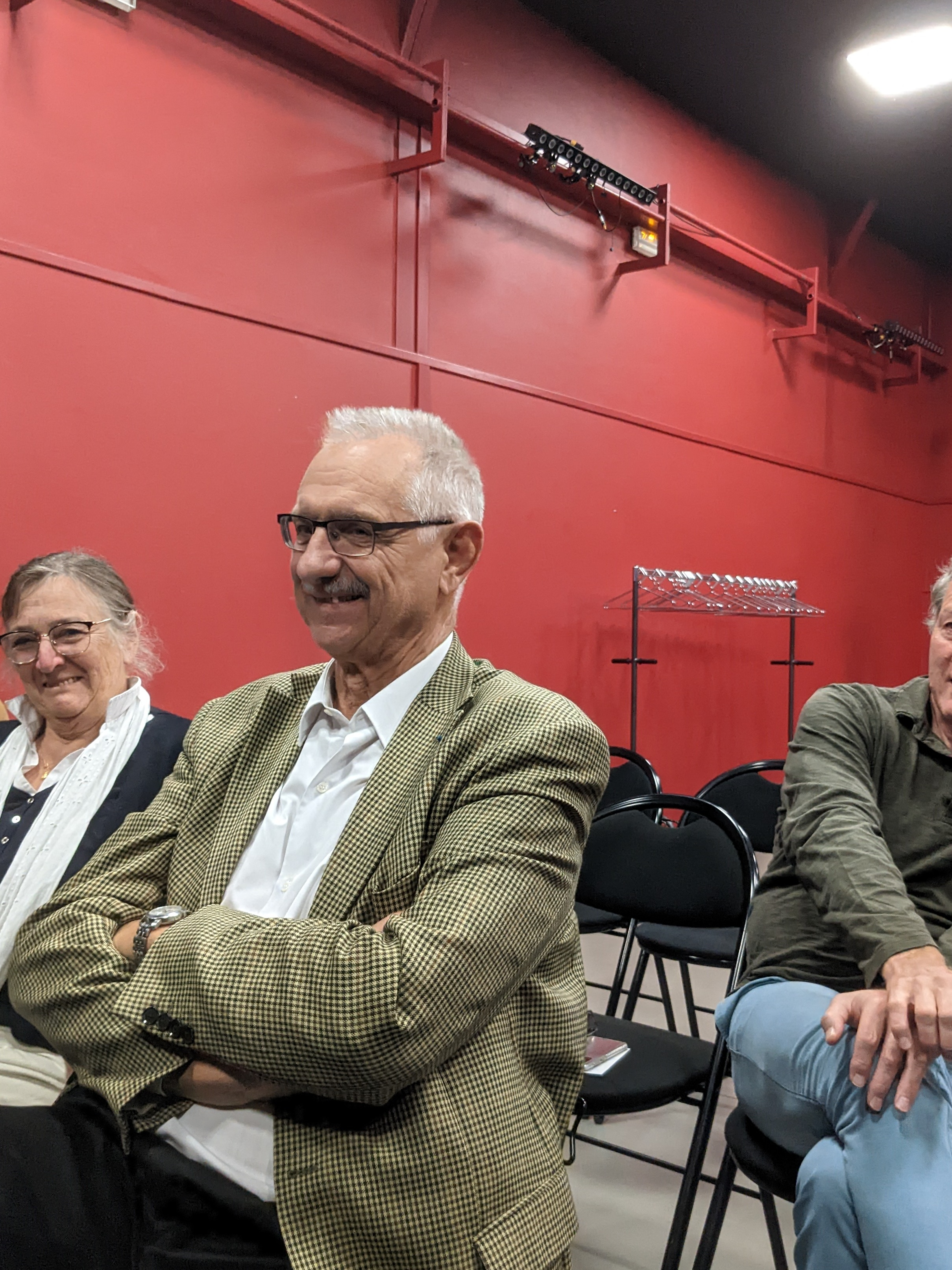
ژان-کلود بروندانی / ۲۰۲۲

ژان-کلود بروندانی (فرانسوی: Jean-Claude Brondani‎؛ زادهٔ ۲ فوریهٔ ۱۹۴۴) جودوکار اهل فرانسه است.